# Europejskie Igrzyska Juniorów w Lekkoatletyce 1964
1. Europejskie Igrzyska Juniorów w Lekkoatletyce – zawody lekkoatletyczne dla sportowców do lat 19, które odbywały się od 18 do 20 września 1964 roku na Stadionie Dziesięciolecia w Warszawie.

## Rezultaty

### Mężczyźni
| Konkurencja:                  | Złoto                                                                           | Wynik  | Srebro                                                                             | Wynik  | Brąz                                                                      | Wynik  |
| Bieg na 100 m                 | Żiwko Trajkow                                                                   | 10,6   | Aleksandr Lebiediew                                                                | 10,8   | Tadeusz Cuch                                                              | 10,8   |
| Bieg na 200 m                 | Gérard Fenouil                                                                  | 21,6   | Tadeusz Jaworski                                                                   | 21,9   | István Bátori                                                             | 21,9   |
| Bieg na 400 m                 | Ingo Röper                                                                      | 48,9   | Stanisław Grędziński                                                               | 48,9   | Mykoła Szkarnikow                                                         | 49,0   |
| Bieg na 800 m                 | Franz-Josef Kemper                                                              | 1:51,9 | Oleg Rajko                                                                         | 1:53,2 | Jean-Pierre Dufresne                                                      | 1:55,1 |
| Bieg na 1500 m                | Jürgen Haase                                                                    | 3:52,4 | Oleg Rajko                                                                         | 3:52,7 | Ulf Högberg                                                               | 3:53,6 |
| Bieg na 3000 m                | Jürgen Haase                                                                    | 8:25,4 | Jorg Blumer                                                                        | 8:31,6 | Ivan Pavličević                                                           | 8:32,2 |
| Bieg na 110 m przez płotki    | Boris Piszczulin                                                                | 14,5   | Włodzimierz Martinek                                                               | 15,0   | Jean-Pierre Morelato                                                      | 15,0   |
| Bieg na 400 m przez płotki    | Włodzimierz Martinek                                                            | 51,9   | Stanisław Grędziński                                                               | 52,3   | Werner Schiedewitz                                                        | 53,8   |
| Bieg na 1500 m z przeszkodami | Anders Gärderud                                                                 | 4:08,0 | Francesco Valenti                                                                  | 4:13,1 | Constantin Perju                                                          | 4:13,2 |
| Sztafeta 4 × 100 m            | Polska · Bogusław Pelc · Tadeusz Jaworski · Wojciech Kinowski · Tadeusz Cuch    | 41,60  | ZSRR · Aleksandr Lebiediew · Walerij Riabenko · Zauri Sarkisjan · Władimir Kosjak  | 41,80  | NRD · Dieter Bartholomey · Bernd Hering · Heinrich Malo · Werner Wiesboth | 42,10  |
| Sztafeta szwedzka             | ZSRR · Walerij Riabenko · Władimir Kosjak · Zauri Sarkisjan · Mykoła Szkarnikow | 1:55,8 | Polska · Waldemar Korycki · Włodzimierz Martinek · Tadeusz Jaworski · Tadeusz Cuch | 1:55,9 | Węgry · István Bátori · Laszlo Bodor · Peter Petrovics · Laszlo Horváth   | 1:56,1 |
| Skok wzwyż                    | Igor Matwiejew                                                                  | 2,04   | Bo Jonsson                                                                         | 2,01   | Witalij Palcatow                                                          | 1,98   |
| Skok o tyczce                 | John-Erik Blomqvist                                                             | 4,40   | Eugeniusz Miklas                                                                   | 4,35   | Walerij Tałałaj                                                           | 4,30   |
| Skok w dal                    | Jan Kobuszewski                                                                 | 7,48   | Wiktor Saniejew                                                                    | 7,42   | Wojciech Chwaluczyk                                                       | 7,18   |
| Trójskok                      | Aleksiej Borzenko                                                               | 15,72  | Wiktor Saniejew                                                                    | 15,71  | Siegfried Dahne                                                           | 15,37  |
| Pchnięcie kulą                | Géza Fejér                                                                      | 17,05  | Jarosław Grabowski                                                                 | 15,95  | Adriano Buffon                                                            | 15,66  |
| Rzut dyskiem                  | Géza Fejér                                                                      | 51,50  | Jarosław Grabowski                                                                 | 50,84  | Iosif Naghi                                                               | 50,54  |
| Rzut młotem                   | Gheorghe Costache                                                               | 62,12  | Virgil Ţibulschi                                                                   | 56,46  | Martin Sebesta                                                            | 56,19  |
| Rzut oszczepem                | Witold Krupiński                                                                | 74,59  | Walerij Popkow                                                                     | 69,09  | Karl Åke Nilsson                                                          | 68,50  |

### Kobiety
| Konkurencja:              | Złoto                                                                             | Wynik  | Srebro                                                                      | Wynik  | Brąz                                                                          | Wynik  |
| Bieg na 100 m             | Ewa Kłobukowska                                                                   | 11,6   | Galina Bucharina                                                            | 12,0   | Angela Hohme                                                                  | 12,0   |
| Bieg na 200 m             | Irena Kirszenstein                                                                | 23,5   | Natalja Burda                                                               | 24,4   | Angela Hohme                                                                  | 24,8   |
| Bieg na 600 m             | Gunilla Olausson                                                                  | 1:32,3 | Leontina Frunza                                                             | 1:32,6 | Inge Ebert                                                                    | 1:32,6 |
| Bieg na 80 m przez płotki | Elżbieta Bednarek                                                                 | 11.2   | Galina Kostiniuk                                                            | 11.3   | Gerda Mittenzwei                                                              | 11.3   |
| Sztafeta 4 × 100 m        | Polska · Jadwiga Dudek · Irena Woldańska · Elżbieta Bednarek · Irena Kirszenstein | 46,6   | ZSRR · Natalja Burda · Ludmiła Gaponowa · Galina Bucharina · Natalja Runowa | 46,8   | NRD · Roswitha Handwerk · Angela Höhme · Gerda Mittenzwei · Irmgard Schneider | 47,6   |
| Skok wzwyż                | Rita Gildemeister                                                                 | 1,67   | Jaroslava Kralová                                                           | 1,64   | Dagmar Melzer                                                                 | 1,61   |
| Skok w dal                | Irena Kirszenstein                                                                | 6,19   | Dorothee Sander                                                             | 5,83   | Maria Zafirowa                                                                | 5,78   |
| Pchnięcie kulą            | Nadieżda Cziżowa                                                                  | 16,60  | Galina Niagołowa                                                            | 13,17  | Ani Rudowa                                                                    | 12,23  |
| Rzut dyskiem              | Nadieżda Cziżowa                                                                  | 45,86  | Gabriele Trepschek                                                          | 45,71  | Wanda Harasimiuk                                                              | 43,31  |
| Rzut oszczepem            | Mihaela Peneș                                                                     | 54,54  | Walentyna Popowa                                                            | 52,33  | Helgard Richter                                                               | 50,27  |

## Klasyfikacja medalowa
| Klasyfikacja medalowa | Klasyfikacja medalowa | Klasyfikacja medalowa | Klasyfikacja medalowa | Klasyfikacja medalowa | Klasyfikacja medalowa |
| --------------------- | --------------------- | --------------------- | --------------------- | --------------------- | --------------------- |
| Miejsce               | Kraj                  |                       |                       |                       |                       |
| 1                     | Polska                | 9                     | 8                     | 3                     | 20                    |
| 2                     | ZSRR                  | 6                     | 12                    | 3                     | 21                    |
| 3                     | NRD                   | 3                     | 2                     | 10                    | 15                    |
| 4                     | Szwecja               | 3                     | 1                     | 2                     | 6                     |
| 5                     | Rumunia               | 2                     | 2                     | 2                     | 6                     |
| 6                     | RFN                   | 2                     | 1                     | 0                     | 3                     |
| 7                     | Węgry                 | 2                     | 0                     | 2                     | 4                     |
| 8                     | Bułgaria              | 1                     | 1                     | 2                     | 4                     |
| 9                     | Francja               | 1                     | 0                     | 2                     | 3                     |
| 10                    | Czechosłowacja        | 0                     | 1                     | 1                     | 2                     |
| 10                    | Włochy                | 0                     | 1                     | 1                     | 2                     |
| 12                    | Jugosławia            | 0                     | 0                     | 1                     | 1                     |